# Station Pfeddersheim
Station Pfeddersheim is een spoorwegstation in de Duitse plaats Worms.  Het station werd in 1884 geopend.